# Phyllachora goeppertiae
Phyllachora goeppertiae är en svampart som beskrevs av Theiss. 1908. Phyllachora goeppertiae ingår i släktet Phyllachora och familjen Phyllachoraceae.   Inga underarter finns listade i Catalogue of Life.